# 消えたタワーの影のなかで
『消えたタワーの影のなかで』（きえたタワーのかげのなかで、原題 In the Shadow of No Towers）は、アート・スピーゲルマンによる漫画作品（オルタナティヴ・コミック)。2002年から2004年まで、ドイツの週刊新聞「ディー・ツァイト」に不定期に掲載された連作短編漫画。
アメリカ同時多発テロ事件で受けた衝撃による心の傷(PTSD)を、自らの体験談を交えながら、幻想的に描写する。回が進むにつれ、イラク戦争を遂行したブッシュ政権に対する強い憤りが、露わになっている。
また、作中では、過去の自身の代表作である『マウス』に関係するシーンがあり、そうした多くのシーンで、は父親がホロコーストで味わった経験と自分のテロ事件でのトラウマを重ね合わせている。
この他にも、「リトルニモ」、「クレイジー・カット」、「少女ラブキンズとマファルー老人の冒険」、「カッツェンジャマー・キッズ」、「おやじ教育」などの、古典的な漫画のパロディやオマージュが数多く見られる。なお、単行本では、自らがパロディに使用した漫画への「敬意や愛情」を示すため、本の後半にその一部のエピソードを掲載している。
日本では、小野耕世による翻訳で、岩波書店から発行されている。

## 主な登場人物
アート・スピーゲルマン
作者。『マウス』の時と同じく、作中ではベストを着用しており、彼のトレードマークとなっている。また、時々ネズミの姿で描かれることもある。
フランソワーズ・モーリー
作者の妻。『マウス』の時と同じく、ボーダー柄のVネックTシャツにスカーフがトレードマーク。
ナジャ・スピーゲルマン
作者とフランソワーズの第一子。世界貿易センタービルにほど近い高校に通っていたが、事故には巻き込まれずに済んだ。事件後は別の高校に通うことになった。
ダシール・スピーゲルマン
作者とフランソワーズの第二子。少し離れたところにある学校に通っていたため、事故には巻き込まれなかった。
- 他にも、当時のアメリカ政府の重要人物や、古いマンガ作品のパロディー・キャラクターが数多く登場する。